# Vladimír Caldr
Vladimír Caldr (* 26. November 1958 in Písek, Tschechoslowakei) ist ein ehemaliger tschechischer Eishockeyspieler und jetziger -trainer.  

## Karriere
Vladimír Caldr begann seine Karriere als Eishockeyspieler beim TJ Motor České Budějovice, für dessen Seniorenmannschaft er von 1975 bis 1986 in der 1. Liga, der höchsten tschechoslowakischen Spielklasse, aktiv war. Anschließend spielte er ein Jahr lang für den Ligarivalen ASD Dukla Jihlava, ehe er von 1987 bis 1989 erneut für den TJ Motor České Budějovice auflief. Von 1989 bis 1991 stand der Verteidiger bei den Amstel Tijgers Amsterdam in der niederländischen Eredivisie unter Vertrag. In der Saison 1992/93 lief er zunächst für den HC Stadion Hradec Králové in der 1. ČNHL, der zweithöchsten tschechoslowakischen Spielklasse, auf, ehe er im weiteren Saisonverlauf in Deutschland für den ERC Ingolstadt aus der viertklassigen Eishockey-Regionalliga auf dem Eis stand. 
In der Saison 1993/94 war Caldr sowohl als Spieler, als auch als Assistenztrainer für seinen Stammverein HC České Budějovice in der nach Teilung der Tschechoslowakei neu gegründeten tschechischen Extraliga tätig. Zudem kam er zu mehreren Einsätzen für den HC Tábor in der zweiten tschechischen Spielklasse. Zur Saison 1994/95 wechselte der Olympiateilnehmer von 1984 komplett in den Betreuerstab von České Budějovice, ehe er von 1995 bis 1998 als Cheftrainer für die Mannschaft verantwortlich war. Zur Saison 1999/2000 übernahm er zusammen mit Jiří Kalous das Amt als Cheftrainer beim Extraliga-Teilnehmer HC Slavia Prag. Als der Klub nach zehn Spieltagen nur auf dem elften Tabellenplatz stand, wurden beide jedoch bereits wieder entlassen.

### International
Für die Tschechoslowakei nahm Caldr im Juniorenbereich an den U20-Junioren-Weltmeisterschaften 1977 und 1978 teil. Im Seniorenbereich stand er im Aufgebot seines Landes bei den Weltmeisterschaften 1983 und 1986 sowie bei den Olympischen Winterspielen 1984 in Sarajevo und 1984 beim Canada Cup. Bei der WM 1983 und den Olympischen Winterspielen 1984 gewann er mit seiner Mannschaft jeweils die Silbermedaille.

## Erfolge und Auszeichnungen
- 1977 Bronzemedaille bei der Junioren-Weltmeisterschaft
- 1983 Silbermedaille bei der Weltmeisterschaft
- 1984 Silbermedaille bei den Olympischen Winterspielen